# Milostín
Milostín (Duits: Milostin, 1939-1945: Gnadendorf of Gnadendorf in Böhmen) is een Tsjechische gemeente in de regio Midden-Bohemen en maakt deel uit van het district Rakovník, ongeveer 11 km ten noorden van de stad Rakovník.
Milostín telt 308 inwoners.

## Geografie
De gemeente bestaat uit de hoofdplaats Milostín en het dorp Povlčín, dat op ongeveer 1 km afstand van Milostín ligt.
Ten noorden van het dorp Milostín stroomt de Lišanskýbeek.

## Geschiedenis
Het dorp werd voor het eerst vermeld in 1115 als in villa Milostine, d.w.z. ‘in het dorp Milostine’. De naam is afgeleid van de persoonsnaam Milosta en betekent rechtbank.

## Verkeer en vervoer

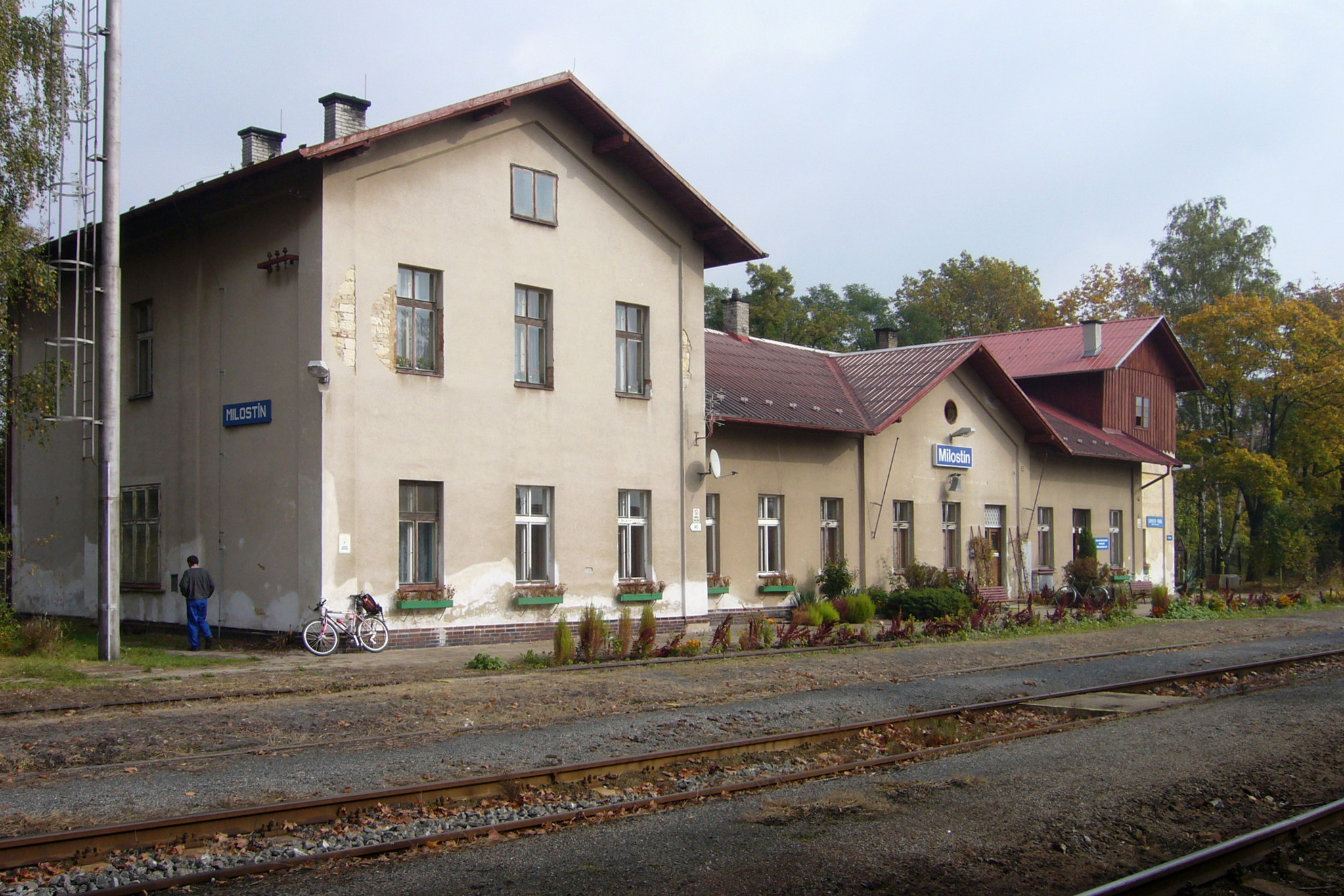
Station Milostín

### Spoorlijnen
In het noordelijk deel van het dorp, aan de weg naar Kounov, ligt station Milostín. Het station ligt op ongeveer 15 minuten lopen van het dorpscentrum en ligt aan spoorlijn 124 Lužná u Rakovníka - Chomutov. De lijn is in 1870 geopend en is enkelsporig en onderdeel van het hoofdnetwerk.

### Buslijnen
Het dorp wordt bediend door buslijn 563 Rakovník - Kounov - Mutějovice, welke twee bushaltes aandoet: Milostín, Dorp en Milostín, Park.

## Bezienswaardigheden

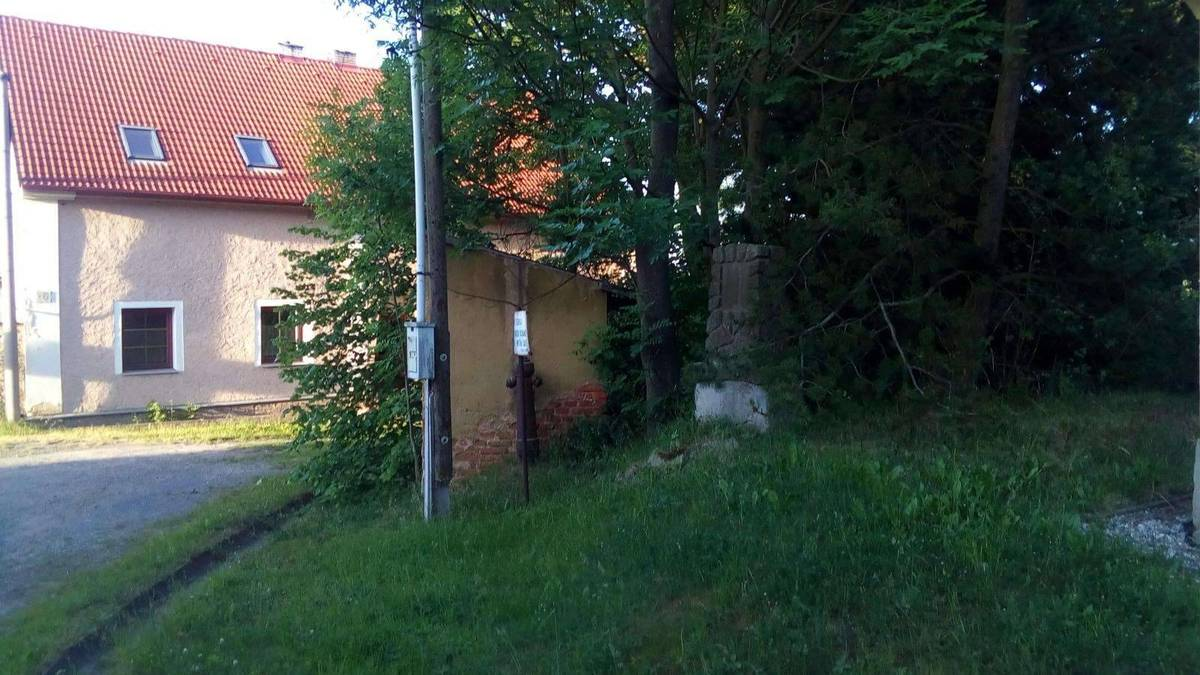
WOII-monument

- Het postkantoor van Milostín geeft elk jaar aan honderden mensen postzegels ter gelegenheid van Valentijnsdag. Soortgelijke postzegels zijn verkrijgbaar op de postkantoren in Boží Dar en Kraslice.

- De Sint-Michaëlkerk stond van 1918 tot 1930 aan de zuidkant van het dorpsplein.[3][4]

- Vlak bij de bushalte Milostín, Dorp staat een monument voor slachtoffers van de Tweede Wereldoorlog.

## Galerij

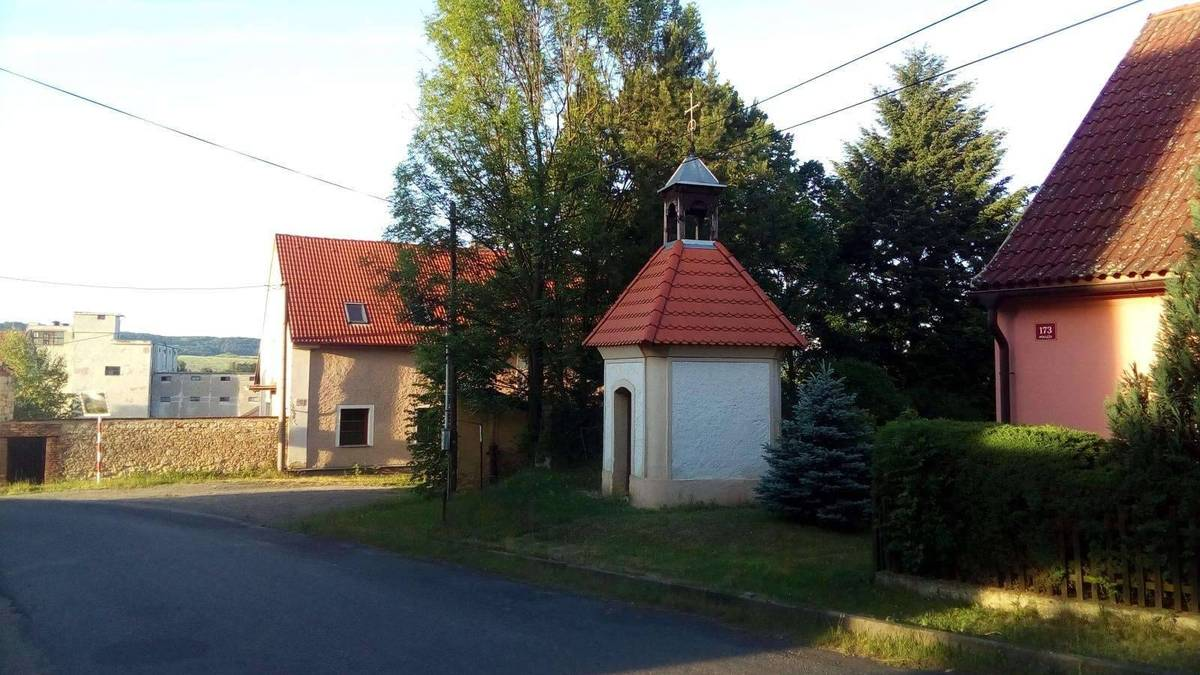
Kapel in Milostín
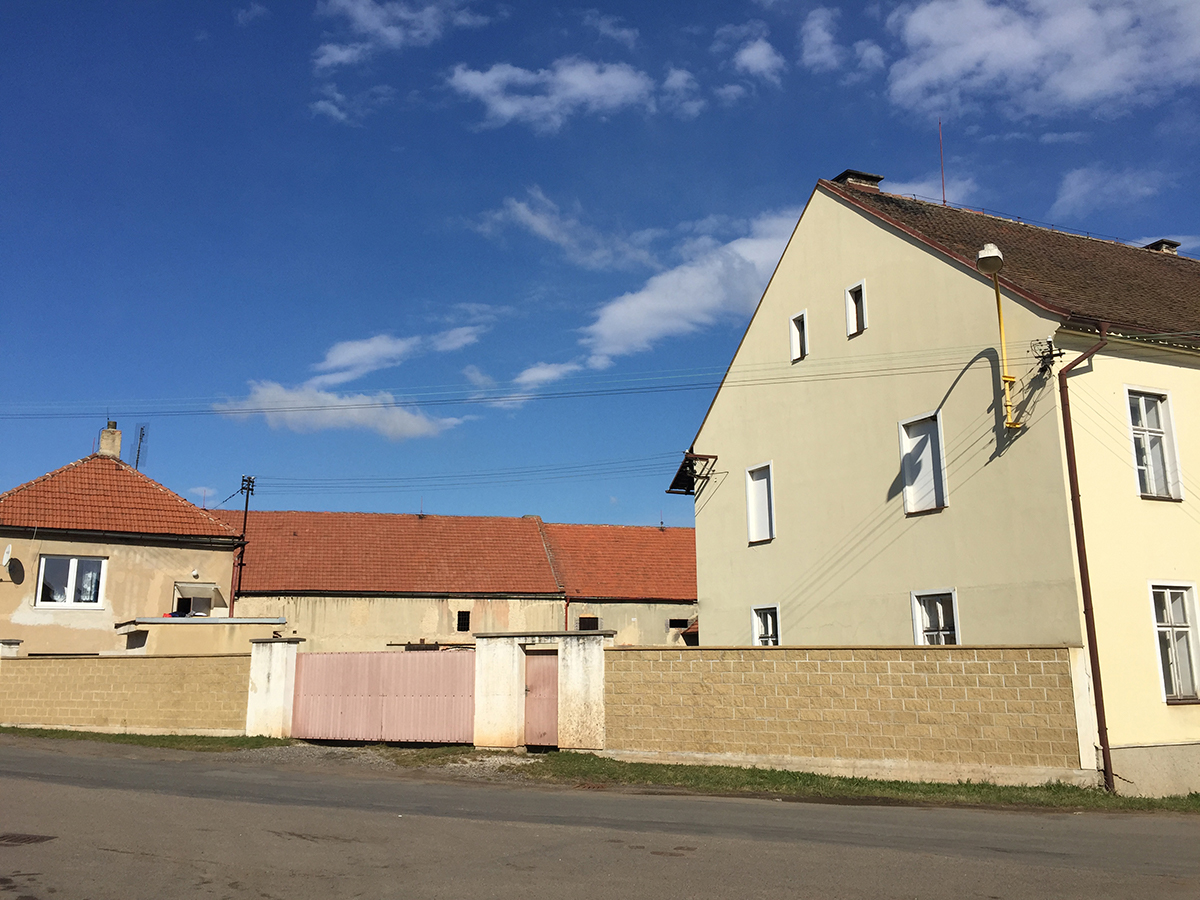
Voormalig landgoed van de familie Prusik in Milostín
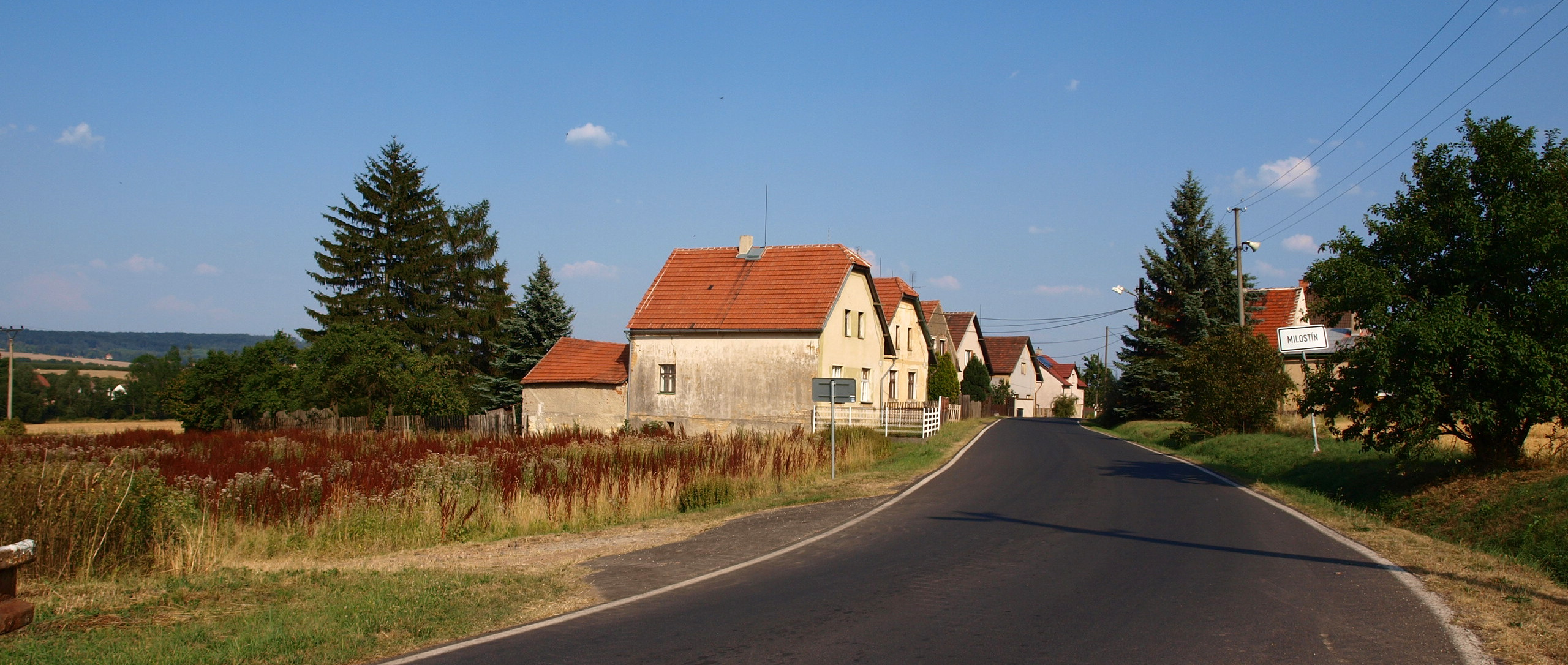
Straat nabij de begraafplaans van Milostín
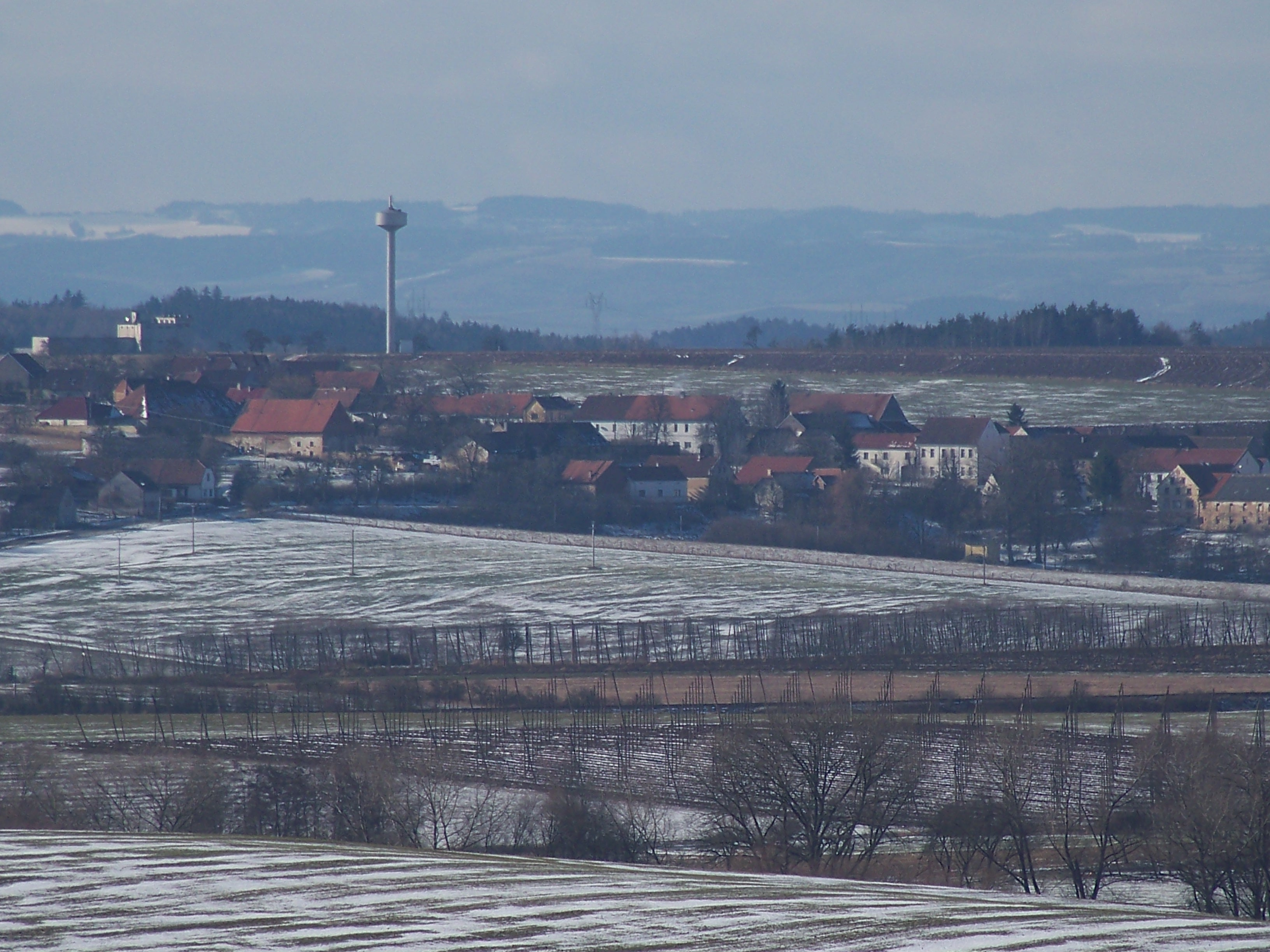
Blik op Povlčín
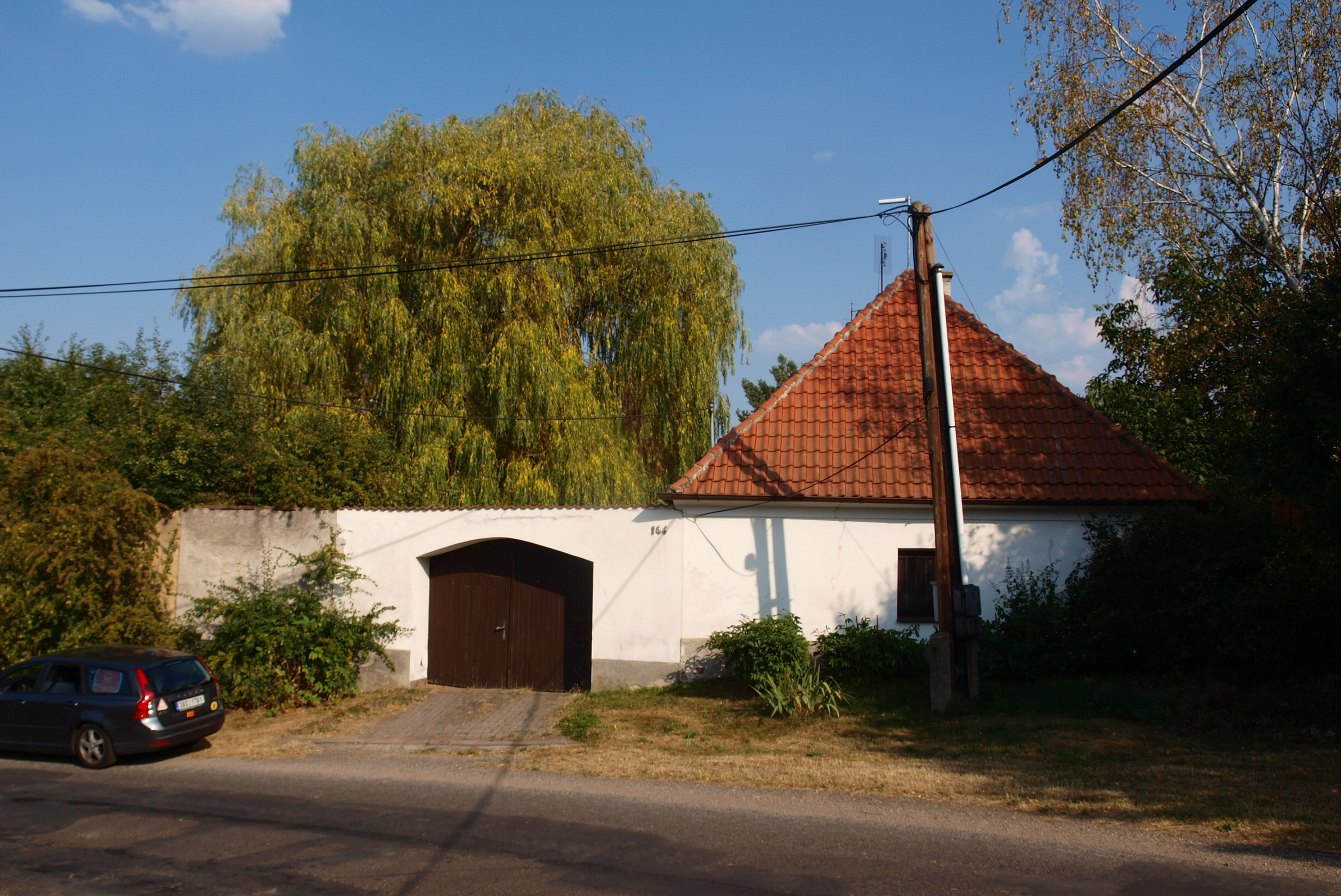
Huis in Povlčín
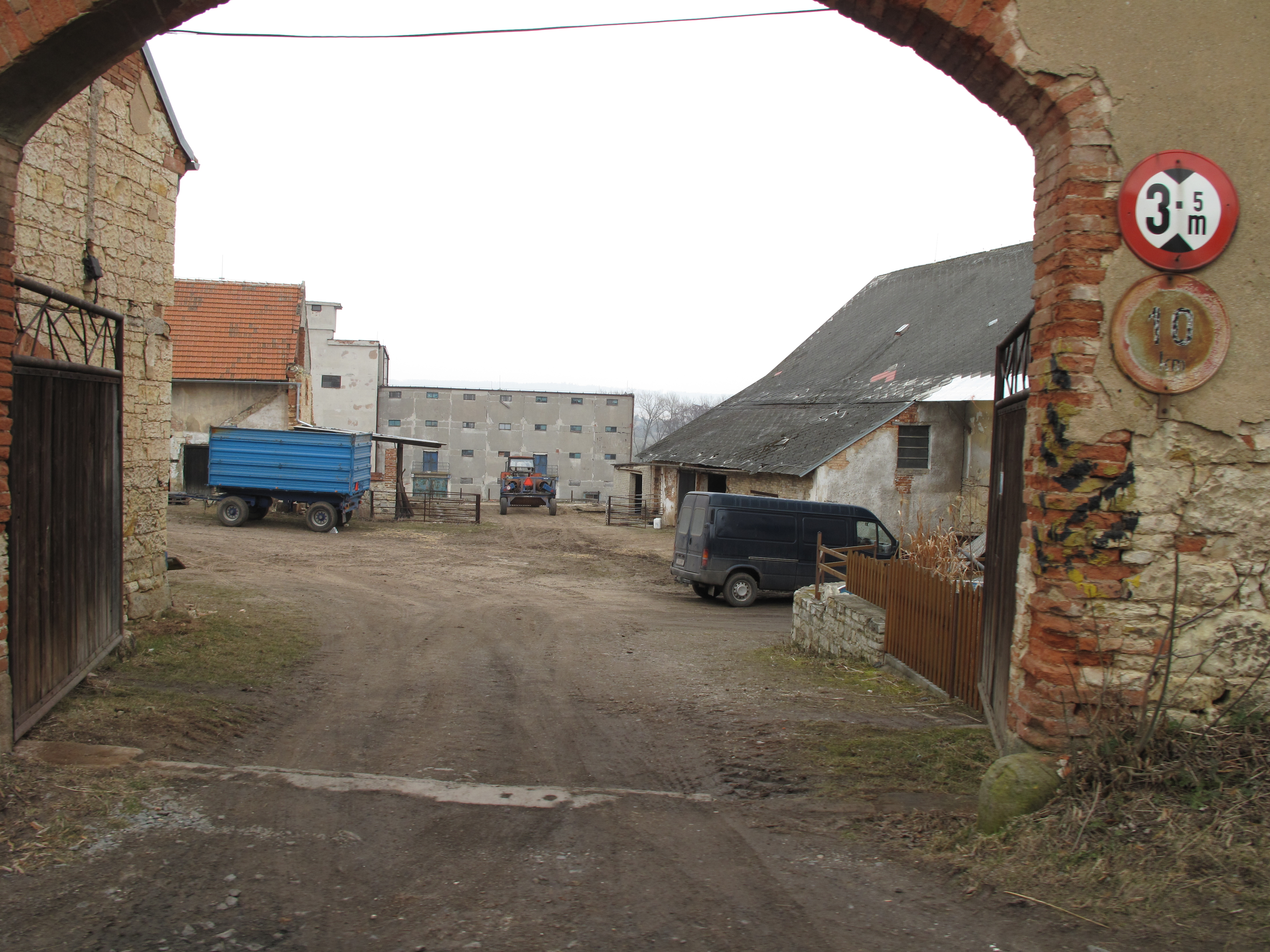
Boerenerf in Povlčín
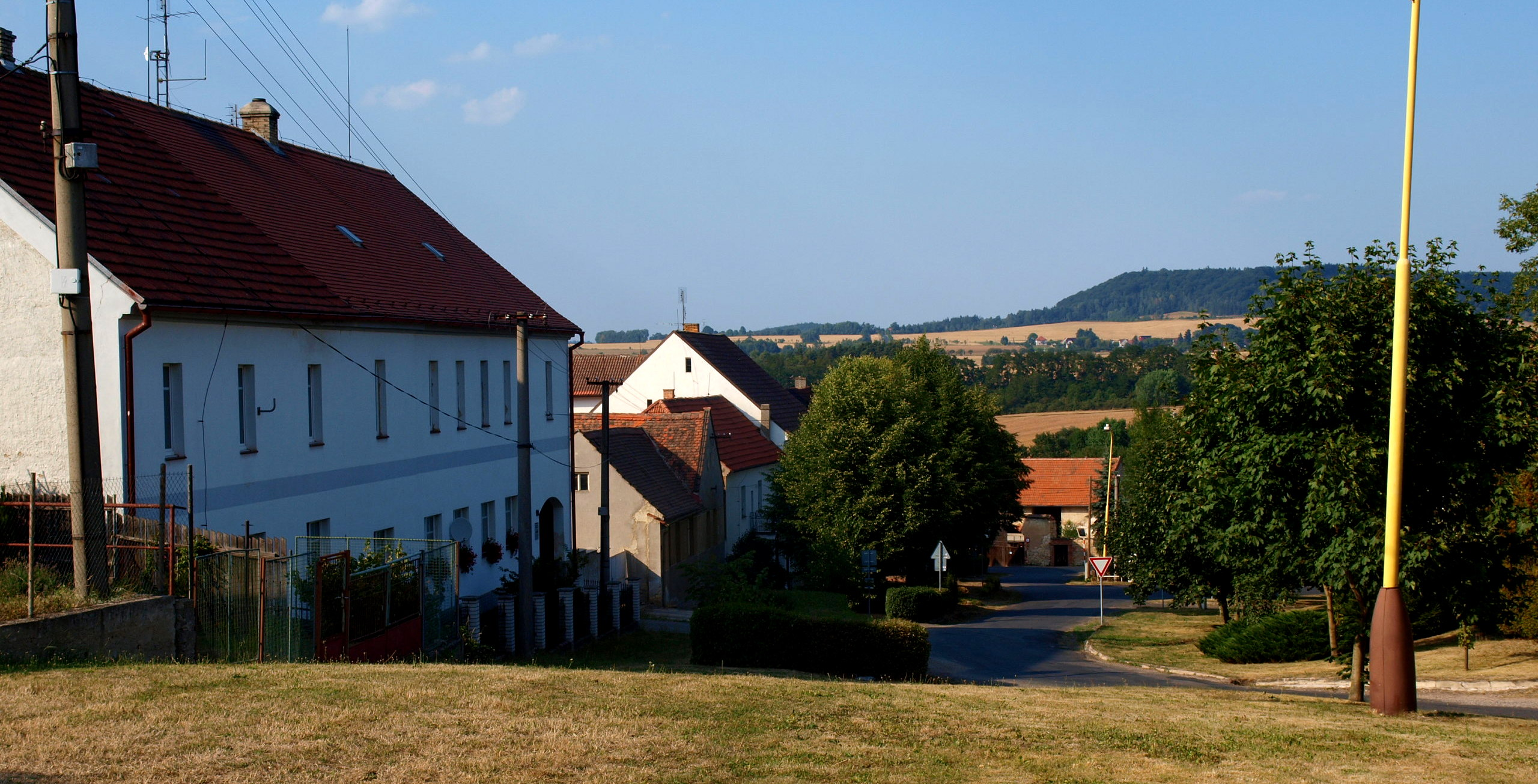
Heuvel in Povlčín
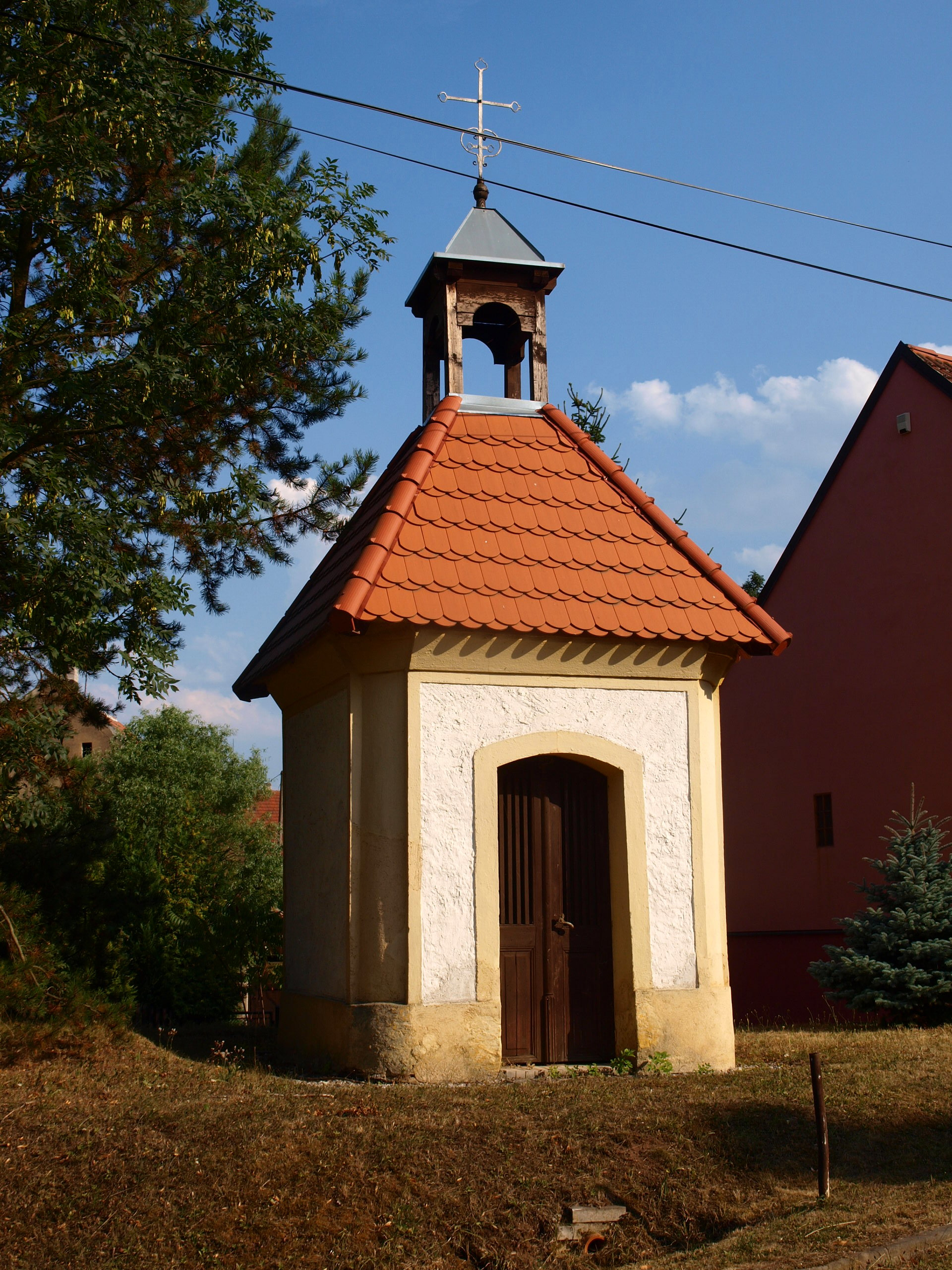
Kapel in Povlčín